# ناواسوتا (تگزاس)
ناواسوتا، تگزاس(به انگلیسی: Navasota, Texas) شهری در ایالت تگزاس از ایالات جنوبی ایالات متحده آمریکا است. در سرشماری سال ۲۰۰۰، جمعیت این شهر ۷۵۵۸ نفر اعلام شد.